# Le Siège des Saxons
Pour plus de détails, voir Fiche technique et Distribution.
Le Siège des Saxons (Siege of the Saxons) est un film britannique réalisé par Nathan Juran, sorti en 1963.

## Synopsis
Le roi Arthur apprend qu'un de ses chevaliers complote pour prendre sa place et épouser sa fille. Bientôt, les soldats du double jeu d'Edmund de Cornouailles tuent le roi. Cependant, sa fille Katherine s'échappe avec l'aide du hors-la-loi Robert Marshall. Prétendant que Katherine est morte, Edmund se prépare à usurper le trône en ligue avec les envahisseurs saxons.
Après avoir frôlé la mort plus d'une fois aux mains du sinistre homme boiteux, Katherine et Robert et d'autres compatriotes fidèles sauvent le grand sorcier Merlin des mains des hommes d'Edmund pour les aider à sauver Camelot et l'Angleterre. Ils arrivent à Camelot juste au moment où Edmund est sur le point d'être couronné. Sur les conseils de Merlin, Robert défie Edmund de le tuer en tant que traître, en utilisant l'épée d'Arthur Excalibur .
Edmund est incapable de tirer l'épée du fourreau, sur quoi Robert présente l'épée à Katherine, l'héritière légitime, qui la sort facilement. Katherine est reconnue par la cour comme la nouvelle reine. Après une bataille contre les hommes restants d'Edmund et la force d'invasion des Saxons, les armées de Katherine l'emportent. Elle offre les terres d'Edmund et d'autres renégats à Robert, afin qu'il puisse régner à ses côtés en tant que roi.

## Fiche technique
- Titre : Le Siège des Saxons
- Titre original : Siege of the Saxons
- Réalisation : Nathan Juran
- Scénario : John Kohn et Jud Kinberg
- Montage : Maurice Rootes
- Musique : Laurie Johnson
- Production : Jud Kinberg et Charles H. Schneer
- Pays de production :  Royaume-Uni
- Durée : 85 minutes
- Date de sortie : 1963

## Distribution
- Janette Scott : Katherine
- Ronald Lewis : Robert
- Ronald Howard : Edmund
- John Laurie : Merlin
- Mark Dignam : Roi Arthur
- Francis De Wolff : le forgeron